# Prankster
The Prankster (echte naam Oswald Hubert Loomis) is een fictieve superschurk uit de Supermanstrips van DC Comics. Hij maakte zijn debuut in Action Comics #51.
De Prankster staat vooral bekend om zijn gebruik van practical jokes bij zijn misdaden. Aanvankelijk was hij dan ook meer bedoeld als een “komische schurk”. In 2000 gaven schrijvers hem meer high-tech gadgets zodat hij een serieuzere bedreiging ging vormen.

## Geschiedenis
Prankster maakte zijn debuut reeds in de Golden Age van de strips. Net als veel personages uit DC Comics werd hij gemoderniseerd na het verhaal Crisis on Infinite Earths uit 1985.
De moderne versie van Prankster was ooit een komiek genaamd Oswald Loomis. Hij had zijn eigen sitcom genaamd "Uncle Oswald". Hoewel de show vele jaren succesvol was, daalden de kijkcijfers uiteindelijk en werd de show stopgezet. Hierna kon Oswald vrijwel geen andere baan meer krijgen. Verbitterd over zijn plotselinge nederlaag wilde hij wraak nemen op de netwerkproducenten die zijn show hadden gestopt. Hij werd tegengehouden door Superman.
Later kreeg Oswald, die zich nu Prankster noemde, een meer atletisch lichaam (vermoedelijk van de demon Lord Satanus). Zijn persoonlijkheid veranderde ook. Hij was nu een maniakale grappenmaker die zijn bizarre gevoel voor humor losliet op de wereld. Hij gebruikte technologie van Brainiac 13 om zichzelf sterker te maken. Tijdens een missie om Superman te redden van een nanovirus, stal hij het harnas van de held Steel.
Prankster werkte niet alleen voor zichzelf. Hij werd een keer ingehuurd door Lord Satanus om metahumans (mensen met speciale gaven) te ontvoeren voor Satanus’ plannen. Ook dit plan werd gestopt door Superman. Tevens werd hij ingehuurd door Lex Luthor om chaos te veroorzaken in Metropolis zodat Luthor ongestoord Kryptonite Man kon helpen ontsnappen. Prankster besloot hierna om zich vaker in te laten huren als een afleidingsmanoeuvre. Derhalve staat Prankster nu vooral bekend als een huurling, en niet langer als een voor zichzelf werkende crimineel.

## In andere media

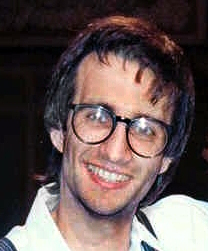
Bronson Pinchot

- De Prankster verscheen in de animatieserie The New Adventures of Superman.

- Prankster verscheen ook in de Superman animatieserie uit 1988. Hierin waren zijn uiterlijk en persoonlijkheid rechtstreeks overgenomen uit de strips.

- Prankster werd gespeeld door Bronson Pinchot in twee afleveringen van de serie Lois & Clark: The New Adventures of Superman. In deze serie was zijn echte naam Kyle Griffin, een man die vijf jaar terug door een van Lois Lane’s artikelen in de gevangenis was beland. In de aflevering The Prankster  brak hij uit de gevangenis en wilde wraak op Lois. H In de tweede aflevering probeerde hij de president te ontvoeren middels een wapen dat via een lichtflits iemand tijdelijk kon verlammen (inclusief Superman).